# Баскская солидарность
Баскская солидарность (исп. Solidaridad Vasca,  баск. Eusko Alkartasuna) — политическая партия из Страны Басков националистического и левоцентристского толка, действующая в Испании и Франции. Большое влияние имеет в провинциях Страны Басков и Наварра.
Молодежным крылом является Gazte Abertzaleak.